# بیانتزونه
بیانتزونه (به ایتالیایی: Bianzone) یک کومونه در ایتالیا است که در استان سوندریو واقع شده‌است.

## خصوصیات
بیانتزونه ۱۷٫۳ کیلومترمربع مساحت و ۱٬۲۵۰ نفر جمعیت دارد.